# Chabrignac
Chabrignac település Franciaországban, Corrèze megyében. Lakosainak száma 528 fő (2022. január 1.). Chabrignac Concèze, Juillac, Lascaux, Rosiers-de-Juillac és Saint-Bonnet-la-Rivière községekkel határos.

## Népesség
A település népességének változása:
| Lakosok száma | 361  | 366  | 364  | 478  | 576  | 585  | 572  | 547  | 540  | 528  |
|               | 1968 | 1982 | 1990 | 2006 | 2013 | 2015 | 2017 | 2019 | 2020 | 2022 |